# خور تويريت
خور تويريت هو مصب مائي وبحيرة سابقاً تقع في الأوجام بمحافظة القطيف، شرق المملكة العربية السعودية. وقد كان يتدفق الماء من المصب بغزارة طبيعية في البراري التابعة لواحة القطيف على شكل بحيرات مائية عذبة حيث كان يتفرع إلى 10 تجاويف مائية غزيرة قريبة من بعضها البعض تُسمّى محليّاً كويكبات. وكانت الكويكبات كانت تفور في السابق بالمياه لتغطي كامل الأرض المنخفضة الواقعة إلى الشرق منها.

## التسمية
تويريت هي تصغير تاروت، ويُعتقد أن هناك دلالة ارتباط بين الخور وجزيرة تاروت.

## وصلات خارجية
- العاشور: خور تويريت بالأوجام يتعرض لردم عشوائي على الفيس بوك.